# 同性愛とカトリック聖職者
ローマ・カトリック教会の聖職者と同性愛を巡る議論について述べる（カトリックの教義と同性愛との関係については同性愛とカトリックを参照）。
カトリック教会の聖職者は任職にあたって禁欲の誓いを立てるため、いかなる性的活動も慎むものとされる。またカトリック教会は公式の見解として、同性愛者を「尊重」するよう求めるものの、同性愛行為やこれに与する活動を罪深いものとして非難している。しかしながら、これまでに複数の研究により、高位の者を含めてカトリック聖職者には平均を上回る割合の同性愛男性（行為の程度は不問）が存在していることが示されている。
これを巡り、同性愛とカトリック教会における性的虐待問題の関連を指摘する議論、あるいは召命の価値を論難する議論がある。

## 聖職者における同性愛者の割合
ある集団に含まれる同性愛者数の推定する際には算出の方法、概念の定義、地理的な偏りなどが問題となるが、十分に多くの人口を対象とした場合、同性愛者の割合は一般に 1 から 15  ％、平均で 4 - 5 ％程度であると見積もられる（Demographics of sexual orientation を参照）。
これに対し、カトリック教会の聖職者には同性愛者の割合が多い傾向にあるという指摘がなされており、例えば神学者でカトリックにおけるレズビアン・ゲイ運動（Queer Theology を参照）の主導者の一人でもあったエリザベス・スチュアート (Elizabeth Stuart) は、「アメリカ合衆国におけるローマ・カトリック教会の聖職者のうち少なくとも 33 ％が同性愛者であると推測される」と述べている。
報道などでは、通説としてカトリック聖職者には一般社会よりも高い割合で同性愛者が存在するということが指摘される。また、こうした傾向は、異性愛の聖職者が結婚するために教会を去るため結果的にもたらされるものとみる説もある。

## 教会の方針
カトリック教会は、「個人における同性愛傾向は必ずしも罪ではないが、本質的な道徳的悪への強い傾向であることは否めない。したがってこうした傾向はそれ自体が客観的な異常 (disorder) とされねばならない」とする。
1961年には同性愛者を聖職に任じるべきではないとの見解が発表されているが、これは努力目標ではあって厳密には履行されず、同性愛者についても異性愛者と同様の禁欲と貞節を求めるに留まっていた。しかしながらバチカンは2005年11月、同性愛者の神学校への受け入れと任職を禁ずる旨の『手引き』を発表し、この方針を徹底するに至っている。それによると、「過渡的」な同性愛傾向であった場合、これを示した者は三年間の祈りと貞節を経ることで聖職に就くことができるが、「根深い同性愛傾向」を持つ者、あるいは性的に活発な者は任職を禁じられている。

## 同性愛とカトリック司教の関連が報じられた例
リベラルな神学論で知られていた大司教レンバート・ウィークランド (Rembert Weakland) は、2002年5月24日に75歳の定年を迎えて引退したが、このとき、彼が司教区の予算を流用して元学生のポール・マルコーに支払っていたことが明らかになり、論議を呼んだ。マルコーはウィークランドのゲイの愛人であり、金銭の供与は訴訟回避のためとされている。
また大司教ハンス・ハーマン・グロー (Hans Hermann Groër) は、教皇ヨハネ・パウロ二世によって教皇庁を追われたが、これは同性愛・肛門性交を含む性的な不品行が原因であったとされる。グローは存命中、嫌疑について頑なに言及を拒んでいたが、この事件は彼がカトリック教会の性的虐待事件に関与した最高位のカトリック聖職者の一人であるということを示唆するものとなっている。
2001年のアメリカ同時多発テロ事件でニューヨーク市消防局のチャプレンとして世界貿易センタービル内で殉職し、「死者第1号」と認定されたマイカル・ジャッジ神父はゲイであったとされる。

## 映画
この問題を映画の主題に取りあげたものとして、ジャック・レモンとジェリコ・イヴァネク主演の1984年の映画 Mass Appeal がある。自身の同性愛に葛藤する助祭の姿を描く。